# 213 (عدد)
213 هو عدد صحيح. طبيعي بين 212 و214

## في الرياضيات

### خصائص
- 213عدد فردي
- 213عدد ناقص
- 213 عدد مضلعي (72 أضلاع-...)